# 阿爾達托夫區 (下諾夫哥羅德州)

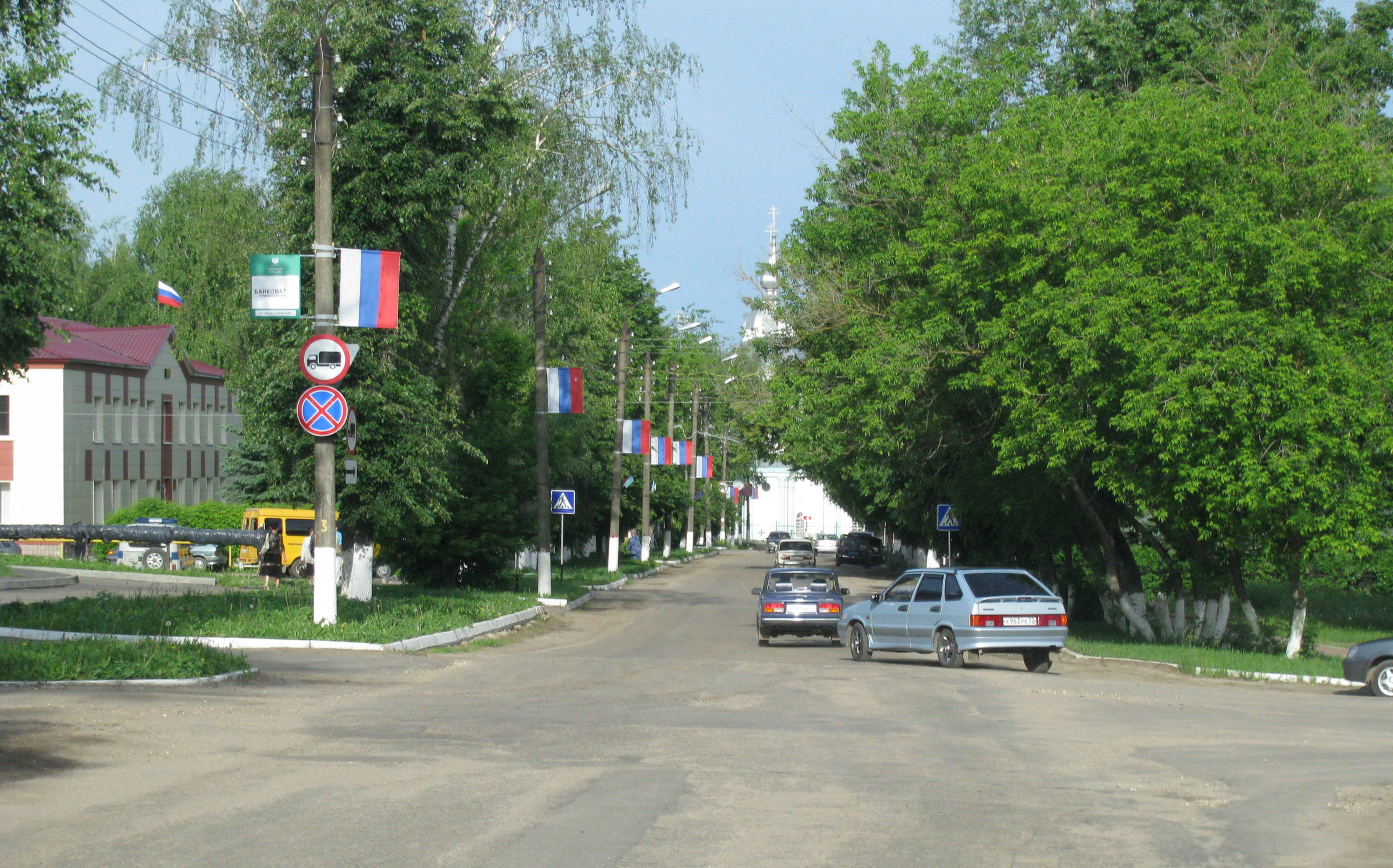

55°14′18″N 43°05′47″E / 55.23833°N 43.09639°E
阿爾達托夫區（俄语：Ардатовский район），是俄羅斯的一個區，位於該國西部，由下諾夫哥羅德州負責管轄，始建於1929年，面積1,887.6平方公里，2010年人口26,428，人口密度每平方公里14人。